# Abra aequalis
Abra aequalis is een tweekleppigensoort uit de familie van de Semelidae. De wetenschappelijke naam van de soort werd in 1822 gepubliceerd door Thomas Say.